# Boryssiwka (Charkiw)
Boryssiwka (ukrainisch Борисівка; russisch Борисовка Borissowka) ist ein Dorf im Norden der ukrainischen Oblast Charkiw mit etwa 530 Einwohnern (2001).
Boryssiwka liegt im Norden des Rajon Charkiw 47 km nordöstlich vom Oblastzentrum Charkiw unmittelbar an der russisch-ukrainischen Grenze und gehört administrativ zur Landratsgemeinde Lukjanzi (Лук'янці).
Am 12. Juni 2020 wurde das Dorf ein Teil der neu gegründeten Landgemeinde Lypzi; bis dahin war es ein Teil der Landratsgemeinde Lukjanzi (Лук'янці) im Nordosten des Rajons Charkiw.

## Persönlichkeiten
Im Dorf kam 1855 der ukrainische Ethnograph, Historiker und Lexikograf Dmytro Jawornyzkyj zur Welt.